# Нейроонкология

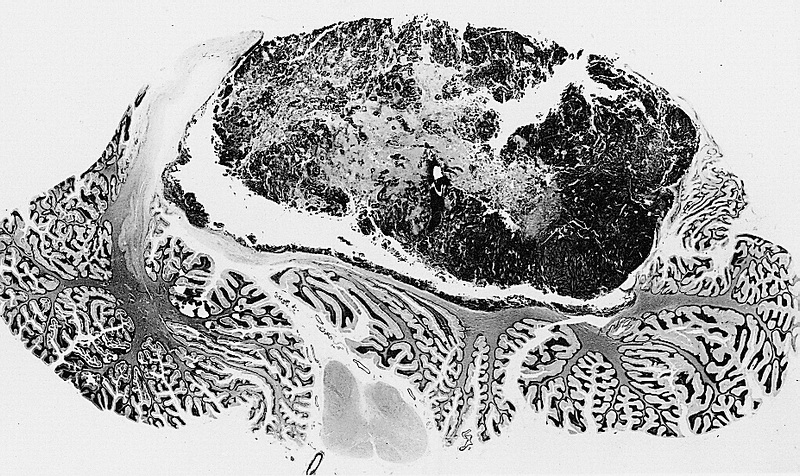
Медуллобластома

Нейроонкология — раздел медицины, возникший и развивающийся на стыке онкологии, нейрохирургии и неврологии,  занимающийся изучением опухолей головного и спинного мозга, мозговых оболочек, черепных нервов, спинномозговых корешков и периферических нервов, изучением их этиологии и патогенеза, закономерностей их роста и развития, методов профилактики, диагностики и лечения (нейрохирургического, лучевого и химиотерапевтического). Также постановку диагноза нейроонкологии дополняют знания из психиатрии, клинической психологии и нейропсихологии.

## История
Нейроонкология возникла и развивалась одновременно с нейрохирургией. Первая нейрохирургическая операция была проведена в Глазго в 1879 году шотландским хирургом Вильямом Макэвеном (W. Maceven), в ходе которой с благоприятным исходом была удалена менингиома у женщины. Первая успешная операция по удалению опухоли головного мозга была проведена в Риме Ф. Дюрантом (F. Durante) в 1884 году. В 1887 году Виктор Горслей впервые успешно удалил интрадуральную спинальную опухоль, находящуюся на уровне IV грудного сегмента.
В России первая успешная операция по удалению опухоли спинного мозга была проведена в 1888 году А. Д. Кни. А в 1892 году К. М. Сапежко впервые в России правильно диагностировал и успешно удалил опухоль затылочной доли головного мозга, исходящую из серповидного отростка.
В 1947 году в Филадельфии доктором Эрнестом Шпигелем (E. Spiegel) был создан стереотаксический аппарат, позволивший более точно и менее травматично производить биопсию и удалять опухоли в мозге. В 1950 году Ларс Лексел (L. Lexell), развивая аппарат Шпигеля, создал гамма-нож, позволяющий при помощи радиации удалять в мозге опухоли. А в 1956 году Л. Лексел первым предложил использовать для диагностики опухолей головного мозга эхоэнцефалографию.
В 1957 году Т. Курц (T. Kurze) впервые ввёл в нейрохирургическую практику микроскоп во время операции по удалению невриномы слухового нерва.